# جوديث مكونيل
جوديث مكونيل (بالإنجليزية: Judith McConnell)‏ هي ممثلة أمريكية، ولدت في 6 أبريل 1944 ببيتسبرغ في الولايات المتحدة.

## أعمال

### أفلام
- (2005) رجل الطقس[4]

### مسلسلات
- جاغ
- سانتا باربرا
- عالم آخر

## وصلات خارجية
- جوديث مكونيل على موقع IMDb (الإنجليزية)
- جوديث مكونيل على موقع ألو سيني (الفرنسية)
- جوديث مكونيل على موقع أول موفي (الإنجليزية)
- جوديث مكونيل على موقع قاعدة بيانات الأفلام السويدية (السويدية)
- جوديث مكونيل على موقع قاعدة بيانات الفيلم (الإنجليزية)
- جوديث مكونيل على موقع كينوبويسك (الروسية)